# Венгры в Сербии

Флаг венгерской общины в Сербии

Венгры в Сербии (серб. Мађари у Србији, венг. Szerbiai Magyarok) — одно из крупнейших этнических меньшинств республики Сербия.

## История и численность
Общая численность — 184 442 чел., или 2,77 % населения страны, в том числе 182 321 чел., или 10,48% населения в Воеводине (по данным переписи 2022 года). Являются 5-й по величине венгерской общиной за пределами Венгрии: по численности их опережают венгры в США, Румынии, Словакии и Канаде. Учитывая, что венгры в США и Канаде расселены дисперсно и во многом ассимилированы, сербские венгры фактически являются третьей по величине и значению венгерской ирредентой в мире, хотя их число и доля неуклонно падают.

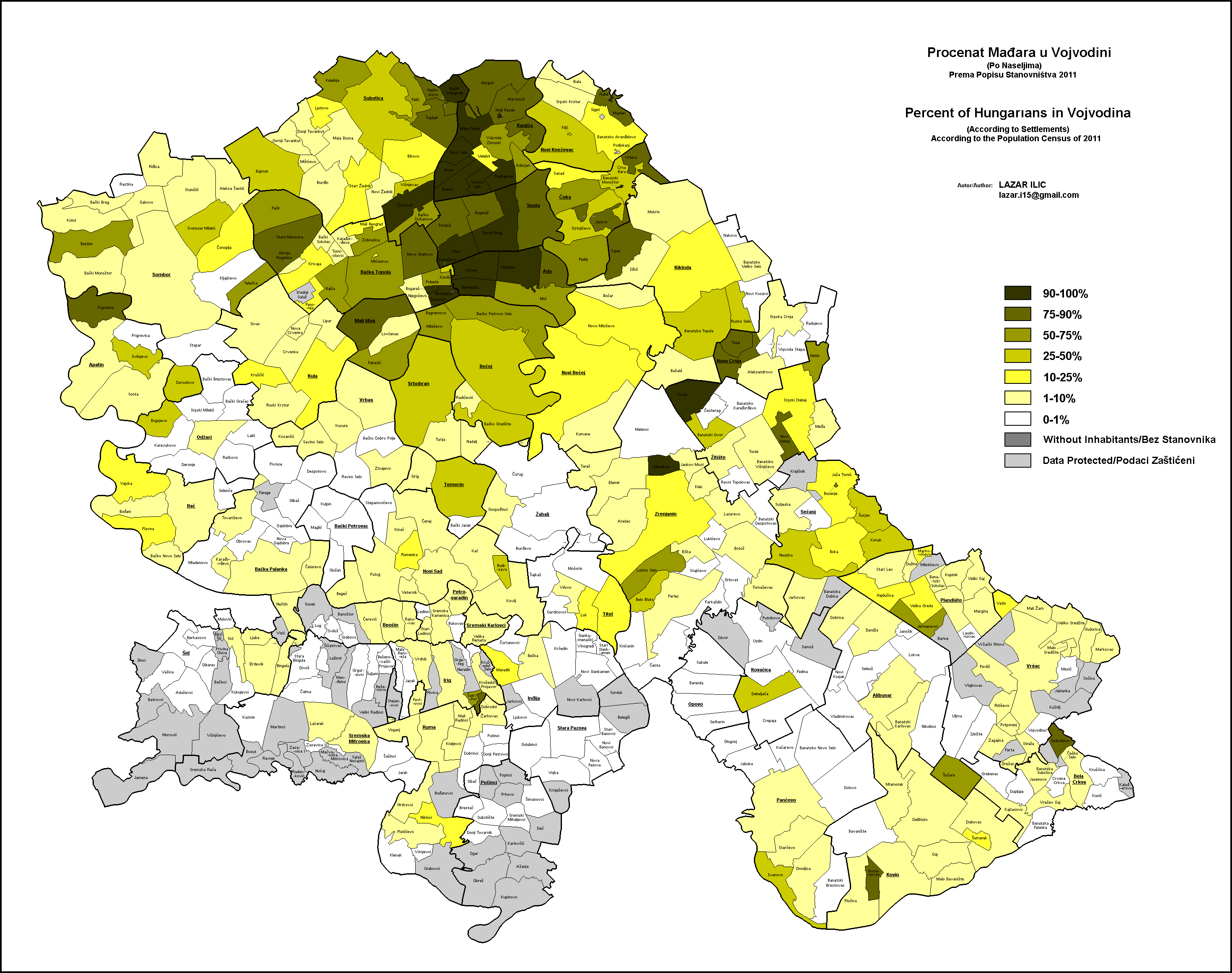
Расселение венгров в Воеводине в 2011 году

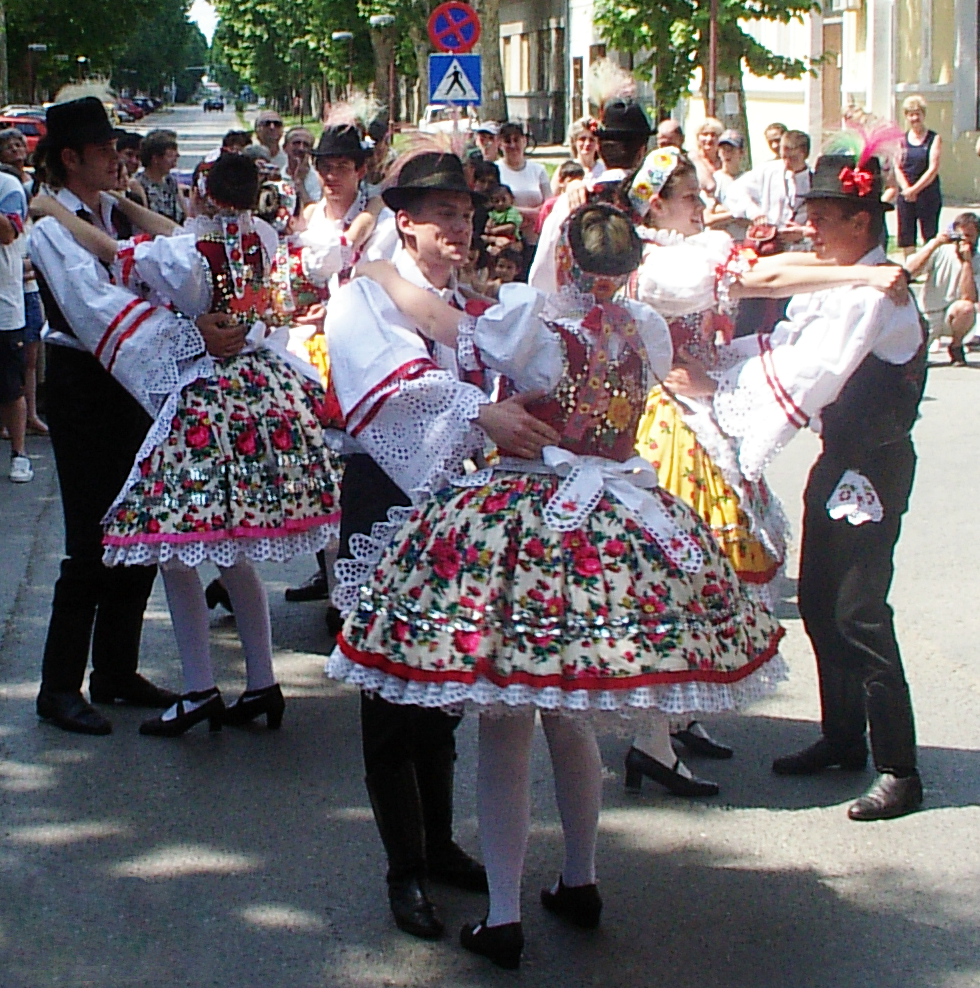
Воеводинские венгры в национальных костюмах

Венгры современной Сербии проживают компактно в северной автономной области Воеводина, на территории, непосредственно примыкающей к Венгрии, поэтому их правильно рассматривать как венгерскую ирреденту, а не диаспору. Венгерский язык является одним из шести официальных языков Воеводины.

До 1920 г. венгры, при поддержке немецкого меньшинства, занимали верхние ступени в этнической иерархии Воеводины, которой долгое время управляла Австро-Венгрия. Институциональная мадьяризация Воеводины приводила к тому, что доля и численность венгров в крае быстро росла как за счёт иммиграции венгров из других областей страны, так и за счёт ассимиляции местных сербов и немцев. По переписи 1910 г. сербы составляли лишь 33,8 % населения Воеводины, венгры — 28,2 % и немцы — 21,4 %. После 1920 г. (Трианонский мирный договор) венгры активно эмигрировали из страны, их рождаемость упала, а ассимиляция других народов прекратилась.

Во время Второй мировой войны часть Воеводины была оккупирована Венгрией. Сербы и другие невенгерские этносы подвергались дискриминации. В то же время сами венгры подверглись резне и мести со стороны югославских партизан. Тем не менее, сразу после Второй мировой войны численность венгров в Сербии была очень значительна. По переписи 1948 года в Сербии проживали 433,7 тыс. венгров (в том числе в Воеводине — 428,9 тыс.).

За период между 1991 и 2011 годами численность венгров в Сербии сократилась с 340,8 тыс. до 253,899 человек, то есть на около 87 тыс. чел. (или на 27 %). Их доля в населении Воеводины снизилась за эти годы с 16,9 % до 13,0 %.

Венгры в Сербии испытывают на себе сильное влияние сербской культуры и языка. Их неофициальной столицей считается город Суботица, где они составляют 30 % населения согласно переписи 2022 года.

### Доля по округам Воеводины
По данным переписи 2022 года, венгры были следующим образом представлены в округах Автономной области Воеводина:
| Округ                   | Общая численность | Численность венгров | Доля венгров |
| ----------------------- | ----------------- | ------------------- | ------------ |
| Северно-Банатский округ | 117 896           | 50 643              | 42,96 %      |
| Северно-Бачский округ   | 160 163           | 56 973              | 35,57 %      |
| Средне-Банатский округ  | 157 711           | 15 765              | 10,0 %       |
| Западно-Бачский округ   | 154 491           | 11 846              | 7,67 %       |
| Южно-Бачский округ      | 607 178           | 35 356              | 5,82 %       |
| Южно-Банатский округ    | 260 244           | 8782                | 3,37 %       |
| Сремский округ          | 282 547           | 2956                | 1,05 %       |
| Воеводина               | 1 740 230         | 182 321             | 10,47 %      |

## Политика
Венгры Воеводины представлены в Народной скупщине Сербии Альянсом воеводинских венгров.
В октябре 2014 произошли выборы в национальный совет венгерского меньшинства.